# Weißdorf
Weißdorf est une commune de Bavière (Allemagne), située dans l'arrondissement de Hof, dans le district de Haute-Franconie.